# So incredible
So Incredible is een single van Ilse DeLange.
Het nummer is afkomstig van het album Incredible uit 2008. De single werd uitgebracht op 19 september 2008 en bereikte de nummer 1-positie in de Single Top 100 en de Mega Top 50. In de Nederlandse Top 40 kwam het niet verder dan de zesde plaats.
DeLange ontving de Schaal van Rigter voor So incredible. De single was het meest gedraaide nummer op 3FM in 2008. Ze kreeg de prijs op 21 april 2009 uitgereikt door Paul de Leeuw in een programma van Giel Beelen.
De videoclip van So incredible werd opgenomen is Los Angeles, waar tevens het album Incredible werd opgenomen.

## Hitnotering
| "So incredible" in de Nederlandse Top 40 - binnen 27 september 2008 | "So incredible" in de Nederlandse Top 40 - binnen 27 september 2008 | "So incredible" in de Nederlandse Top 40 - binnen 27 september 2008 | "So incredible" in de Nederlandse Top 40 - binnen 27 september 2008 | "So incredible" in de Nederlandse Top 40 - binnen 27 september 2008 | "So incredible" in de Nederlandse Top 40 - binnen 27 september 2008 | "So incredible" in de Nederlandse Top 40 - binnen 27 september 2008 | "So incredible" in de Nederlandse Top 40 - binnen 27 september 2008 | "So incredible" in de Nederlandse Top 40 - binnen 27 september 2008 | "So incredible" in de Nederlandse Top 40 - binnen 27 september 2008 | "So incredible" in de Nederlandse Top 40 - binnen 27 september 2008 | "So incredible" in de Nederlandse Top 40 - binnen 27 september 2008 | "So incredible" in de Nederlandse Top 40 - binnen 27 september 2008 | "So incredible" in de Nederlandse Top 40 - binnen 27 september 2008 | "So incredible" in de Nederlandse Top 40 - binnen 27 september 2008 | "So incredible" in de Nederlandse Top 40 - binnen 27 september 2008 | "So incredible" in de Nederlandse Top 40 - binnen 27 september 2008 | "So incredible" in de Nederlandse Top 40 - binnen 27 september 2008 | "So incredible" in de Nederlandse Top 40 - binnen 27 september 2008 | "So incredible" in de Nederlandse Top 40 - binnen 27 september 2008 | "So incredible" in de Nederlandse Top 40 - binnen 27 september 2008 | "So incredible" in de Nederlandse Top 40 - binnen 27 september 2008 | "So incredible" in de Nederlandse Top 40 - binnen 27 september 2008 |
| Week                                                                | 1                                                                   | 2                                                                   | 3                                                                   | 4                                                                   | 5                                                                   | 6                                                                   | 7                                                                   | 8                                                                   | 9                                                                   | 10                                                                  | 11                                                                  | 12                                                                  | 13                                                                  | 14                                                                  | 15                                                                  | 16                                                                  | 17                                                                  | 18                                                                  | 19                                                                  | 20                                                                  | 21                                                                  |                                                                     |
| ------------------------------------------------------------------- | ------------------------------------------------------------------- | ------------------------------------------------------------------- | ------------------------------------------------------------------- | ------------------------------------------------------------------- | ------------------------------------------------------------------- | ------------------------------------------------------------------- | ------------------------------------------------------------------- | ------------------------------------------------------------------- | ------------------------------------------------------------------- | ------------------------------------------------------------------- | ------------------------------------------------------------------- | ------------------------------------------------------------------- | ------------------------------------------------------------------- | ------------------------------------------------------------------- | ------------------------------------------------------------------- | ------------------------------------------------------------------- | ------------------------------------------------------------------- | ------------------------------------------------------------------- | ------------------------------------------------------------------- | ------------------------------------------------------------------- | ------------------------------------------------------------------- | ------------------------------------------------------------------- |
| Nummer                                                              | 22                                                                  | 7                                                                   | 6                                                                   | 8                                                                   | 11                                                                  | 11                                                                  | 6                                                                   | 6                                                                   | 9                                                                   | 10                                                                  | 10                                                                  | 11                                                                  | 16                                                                  | 18                                                                  | 20                                                                  | 23                                                                  | 26                                                                  | 27                                                                  | 35                                                                  | 37                                                                  | 39                                                                  | uit                                                                 |

| "So incredible" in de Mega Top 50 - binnen 27 september 2008 | "So incredible" in de Mega Top 50 - binnen 27 september 2008 | "So incredible" in de Mega Top 50 - binnen 27 september 2008 | "So incredible" in de Mega Top 50 - binnen 27 september 2008 | "So incredible" in de Mega Top 50 - binnen 27 september 2008 | "So incredible" in de Mega Top 50 - binnen 27 september 2008 | "So incredible" in de Mega Top 50 - binnen 27 september 2008 | "So incredible" in de Mega Top 50 - binnen 27 september 2008 | "So incredible" in de Mega Top 50 - binnen 27 september 2008 | "So incredible" in de Mega Top 50 - binnen 27 september 2008 | "So incredible" in de Mega Top 50 - binnen 27 september 2008 | "So incredible" in de Mega Top 50 - binnen 27 september 2008 | "So incredible" in de Mega Top 50 - binnen 27 september 2008 | "So incredible" in de Mega Top 50 - binnen 27 september 2008 | "So incredible" in de Mega Top 50 - binnen 27 september 2008 | "So incredible" in de Mega Top 50 - binnen 27 september 2008 | "So incredible" in de Mega Top 50 - binnen 27 september 2008 | "So incredible" in de Mega Top 50 - binnen 27 september 2008 | "So incredible" in de Mega Top 50 - binnen 27 september 2008 | "So incredible" in de Mega Top 50 - binnen 27 september 2008 | "So incredible" in de Mega Top 50 - binnen 27 september 2008 | "So incredible" in de Mega Top 50 - binnen 27 september 2008 | "So incredible" in de Mega Top 50 - binnen 27 september 2008 | "So incredible" in de Mega Top 50 - binnen 27 september 2008 | "So incredible" in de Mega Top 50 - binnen 27 september 2008 |
| Week                                                         | 1                                                            | 2                                                            | 3                                                            | 4                                                            | 5                                                            | 6                                                            | 7                                                            | 8                                                            | 9                                                            | 10                                                           | 11                                                           | 12                                                           | 13                                                           | 14                                                           | 15                                                           | 16                                                           | 17                                                           | 18                                                           | 19                                                           | 20                                                           | 21                                                           | 22                                                           | 23                                                           |                                                              |
| ------------------------------------------------------------ | ------------------------------------------------------------ | ------------------------------------------------------------ | ------------------------------------------------------------ | ------------------------------------------------------------ | ------------------------------------------------------------ | ------------------------------------------------------------ | ------------------------------------------------------------ | ------------------------------------------------------------ | ------------------------------------------------------------ | ------------------------------------------------------------ | ------------------------------------------------------------ | ------------------------------------------------------------ | ------------------------------------------------------------ | ------------------------------------------------------------ | ------------------------------------------------------------ | ------------------------------------------------------------ | ------------------------------------------------------------ | ------------------------------------------------------------ | ------------------------------------------------------------ | ------------------------------------------------------------ | ------------------------------------------------------------ | ------------------------------------------------------------ | ------------------------------------------------------------ | ------------------------------------------------------------ |
| Nummer                                                       | 4                                                            | 3                                                            | 9                                                            | 11                                                           | 12                                                           | 1                                                            | 3                                                            | 4                                                            | 7                                                            | 8                                                            | 9                                                            | 10                                                           | 8                                                            | 5                                                            | 10                                                           | 18                                                           | 25                                                           | 31                                                           | 38                                                           | 40                                                           | 43                                                           | 45                                                           | 47                                                           | uit                                                          |

| "So incredible" in de Single Top 100 - binnen 27 september 2008 | "So incredible" in de Single Top 100 - binnen 27 september 2008 | "So incredible" in de Single Top 100 - binnen 27 september 2008 | "So incredible" in de Single Top 100 - binnen 27 september 2008 | "So incredible" in de Single Top 100 - binnen 27 september 2008 | "So incredible" in de Single Top 100 - binnen 27 september 2008 | "So incredible" in de Single Top 100 - binnen 27 september 2008 | "So incredible" in de Single Top 100 - binnen 27 september 2008 | "So incredible" in de Single Top 100 - binnen 27 september 2008 | "So incredible" in de Single Top 100 - binnen 27 september 2008 | "So incredible" in de Single Top 100 - binnen 27 september 2008 | "So incredible" in de Single Top 100 - binnen 27 september 2008 | "So incredible" in de Single Top 100 - binnen 27 september 2008 | "So incredible" in de Single Top 100 - binnen 27 september 2008 | "So incredible" in de Single Top 100 - binnen 27 september 2008 | "So incredible" in de Single Top 100 - binnen 27 september 2008 | "So incredible" in de Single Top 100 - binnen 27 september 2008 | "So incredible" in de Single Top 100 - binnen 27 september 2008 | "So incredible" in de Single Top 100 - binnen 27 september 2008 | "So incredible" in de Single Top 100 - binnen 27 september 2008 | "So incredible" in de Single Top 100 - binnen 27 september 2008 | "So incredible" in de Single Top 100 - binnen 27 september 2008 |
| Week                                                            | 1                                                               | 2                                                               | 3                                                               | 4                                                               | 5                                                               | 6                                                               | 7                                                               | 8                                                               | 9                                                               | 10                                                              | 11                                                              | 12                                                              | 13                                                              | 14                                                              | 15                                                              | 16                                                              | 17                                                              | 18                                                              | 19                                                              | 20                                                              | 21                                                              |
| --------------------------------------------------------------- | --------------------------------------------------------------- | --------------------------------------------------------------- | --------------------------------------------------------------- | --------------------------------------------------------------- | --------------------------------------------------------------- | --------------------------------------------------------------- | --------------------------------------------------------------- | --------------------------------------------------------------- | --------------------------------------------------------------- | --------------------------------------------------------------- | --------------------------------------------------------------- | --------------------------------------------------------------- | --------------------------------------------------------------- | --------------------------------------------------------------- | --------------------------------------------------------------- | --------------------------------------------------------------- | --------------------------------------------------------------- | --------------------------------------------------------------- | --------------------------------------------------------------- | --------------------------------------------------------------- | --------------------------------------------------------------- |
| Nummer                                                          | 5                                                               | 11                                                              | 28                                                              | 40                                                              | 14                                                              | 1                                                               | 6                                                               | 6                                                               | 5                                                               | 8                                                               | 9                                                               | 18                                                              | 23                                                              | 16                                                              | 15                                                              | 10                                                              | 22                                                              | 24                                                              | 30                                                              | 35                                                              | 42                                                              |
| Week                                                            | 22                                                              | 23                                                              | 24                                                              | 25                                                              | 26                                                              | 27                                                              | 28                                                              | 29                                                              | 30                                                              | 31                                                              | 32                                                              | 33                                                              | 34                                                              | 35                                                              | 36                                                              | 37                                                              | 38                                                              | 39                                                              | 40                                                              |                                                                 |                                                                 |
| Nummer                                                          | 29                                                              | 23                                                              | 46                                                              | 24                                                              | 47                                                              | 48                                                              | 33                                                              | 35                                                              | 60                                                              | 46                                                              | 17                                                              | 45                                                              | 46                                                              | 50                                                              | 68                                                              | 56                                                              | 72                                                              | 64                                                              | 91                                                              | uit                                                             |                                                                 |

### NPO Radio 2 Top 2000
| Nummer met noteringen in de NPO Radio 2 Top 2000 | '09 | '10 | '11 | '12 | '13 | '14 | '15  | '16  | '17  | '18  | '19  | '20  | '21  | '22  | '23  | '24  |
| ------------------------------------------------ | --- | --- | --- | --- | --- | --- | ---- | ---- | ---- | ---- | ---- | ---- | ---- | ---- | ---- | ---- |
| So incredible                                    | 158 | 134 | 307 | 500 | 435 | 632 | 1009 | 1289 | 1432 | 1075 | 1091 | 1180 | 1534 | 1642 | 1760 | 1579 |

1. ↑  Een vetgedrukt getal geeft de hoogste notering aan.
2. ↑  2009 was het eerste jaar met een notering voor dit nummer.